# Heinrich Albrecht (Ingenieur)
Heinrich Albrecht (* 14. August 1929 in Anklam; vollständiger Name: Heinrich Martin Gerhard Albrecht) ist ein deutscher Ingenieur.

## Leben
Als Sohn des gleichnamigen Oberbau-Kontrolleurs bei der Deutschen Reichsbahn und der Schneiderin Else Albrecht wurde Heinrich Albrecht am 14. August 1929 in Anklam geboren. Sein Abitur absolvierte er 1949 an der Goethe-Oberschule in Schwerin und trat anschließend eine Lehre bei der Reichsbahn zum Signaltechniker an, die er im Folgejahr beendete. Nun bezog er die Technische Universität Dresden zum Studium des Ingenieurwesen, welches er 1956 mit dem Erhalt des Diplomingenieur-Grades abschloss. Außerdem heiratete er in diesem Jahr.
Von 1956 bis 1959 wirkte Albrecht an der schiffsbautechnischen Fakultät der Universität Rostock als Assistent. Danach stieg er zum Oberassistenten auf und wurde 1963 an der Universität zum Doktor der Ingenieurwissenschaften promoviert. 1963 gab er die Assistentenstelle auf und wurde Mitarbeiter von VEB Schiffselektronik Rostock. Als Dozent für Schiffselektronik kehrte er 1966 an die Universität zurück.
1988 erneut verheiratet, beförderte die Universität Albrecht 1992 zum Professor für Elektronische Bauelemente und Schaltungstechnik. Daneben war er seit 1990 Sprecher und Direktor für den Fachbereich Elektrotechnik, was er bis 1994 blieb. 1996 verließ er die Universität wieder.

## Schriften
- Über die Impulsreaktion des Mittelohres. 1962.
- Negativimpedanzen. 1964.
- Leistungsarme Verstärkerschaltungen. 1974.
- Sichtsystem mit CCD-Zeilenkameras. 1988.
- Übungen zu „Bauelemente der Elektronik“ und „Elektronische Schaltungstechnik“. 3. Auflage. Rostock 2000.